# 佛羅里達理工學院
佛羅里達理工學院（Florida Institute of Technology，簡稱：Florida Tech或FIT）是位於美國佛羅里達州墨爾本的一所理工類私立大學， 創立於1958年，當時稱“Brevard Engineering College”，1961年搬至現址，1966年改現名。該大學在2015年《美國新聞與世界報道》的全國大學排名中列在第173位。

## 外部連結
- Official Florida Tech website （页面存档备份，存于）
- Official Florida Tech athletics website （页面存档备份，存于）